# Afrocoelichneumon noerus
Afrocoelichneumon noerus là một loài tò vò trong họ Ichneumonidae.